# Miguel Mínguez
Pour les articles homonymes, voir Mínguez et Ayala.
Miguel Mínguez Ayala, né le 30 août 1988 à Bilbao, est un coureur cycliste espagnol.

## Biographie
Après d'excellents résultats en catégorie junior, il rejoint en 2007 l'équipe amateur Suminan-Koplad (équipe conventionnée avec la Fondation Cycliste Euskadi) et signe un contrat pour rejoindre l'équipe Orbea-Oreka SDA l'année suivante.
Après deux années passées au sein de l'équipe continentale Orbea, au cours desquels il a notamment terminé dixième du Cinturó de l'Empordà, Miguel Mínguez intègre en 2010 l'équipe principale, Euskaltel-Euskadi.
Fin 2013, l'équipe Euskaltel-Euskadi disparaissant, il signe dans l'équipe continentale Euskadi. En mars, lors du Tour de Murcie, il prend la huitième place à neuf secondes de Alejandro Valverde.

## Palmarès
- 2004
  - 2e de l'Aiarako Bira
- 2006
  - Bizkaiko Itzulia
- 2007
  - 2e de l'Ereñoko Udala Sari Nagusia
- 2008
  - 1rea étape du Tour de Navarre (contre-la-montre par équipes)

## Résultats sur les grands tours

### Tour d'Italie
3 participations 
- 2011 : 135e
- 2012 : 157e (lanterne rouge)
- 2013 : 166e

## Classements mondiaux
| Année           | 2008  | 2009 | 2010 | 2011 | 2012 | 2013 | 2014 |
| --------------- | ----- | ---- | ---- | ---- | ---- | ---- | ---- |
| UCI Asia Tour   |       |      |      |      |      |      | 427e |
| UCI Europe Tour | 1285e |      |      |      |      |      | 352e |